# Pratapgarh (Uttar Pradesh)
Pratapgarh (Hindi: प्रतापगढ़, Urdu: پرتاپ گڑھ, Pratāpgaṛh [prʌˈtɑːpɡʌɽʱ]; früher Partabgarh) ist eine Stadt im nordindischen Bundesstaat Uttar Pradesh.
Sie liegt im Südosten der Region Awadh (Oudh) rund 60 Kilometer nördlich von Prayagraj und acht Kilometer südwestlich der Distrikthauptstadt Bela (Bela Pratapgarh). Zum Zeitpunkt der Volkszählung 2011 hatte Pratapgarh 15.071 Einwohner. Die Stadt ist namensgebend für den Distrikt Pratapgarh.
Pratapgarh geht auf eine Festung zurück, die der Rajputen-Fürst Pratap Singh 1617 gründete. Nach ihm erhielt die Stadt auch ihren Namen (garh bedeutet „Festung“). Im 18. Jahrhundert war die Festung als lokales Machtzentrum umkämpft, ehe sie im 19. Jahrhundert unter die Herrschaft der Nawabs von Oudh kam. 1802 gründeten die Briten das nahegelegene Bela als Quartier für die in Oudh stationierten Hilfstruppen. Nach dem Indischen Aufstand von 1857 wurde Oudh annektiert und in Britisch-Indien eingegliedert. Nach der Annexion gründeten die Briten den Distrikt Pratapgarh, zu dessen Hauptstadt Bela wurde.
Die Namen Pratapgarh und Bela werden bisweilen vertauscht, so nennt sich der Bahnhof in Bela Pratapgarh Junction.

## Söhne und Töchter der Stadt
- Babulal Gaur (1930–2019), Politiker
- Shweta Tiwari (* 1980), Schauspielerin